# Gofarstjärnen
Gofarstjärnen är en sjö i Hagfors kommun i Värmland och ingår i Göta älvs huvudavrinningsområde. Sjöns area är 0,009 kvadratkilometer och den är belägen 260 meter över havet.